# スカイ・ハイ (TAKE YOU TO THE SKY HIGH)
「スカイ・ハイ (TAKE YOU TO THE SKY HIGH)」（スカイ・ハイ テイク・ユー・トゥ・ザ・スカイ・ハイ）は、1983年4月21日に発売された角松敏生通算3作目のシングル。

## 解説
「スカイ・ハイ」は角松敏生にとって初となるセルフ・プロデュース、アレンジによるアルバム『ON THE CITY SHORE』からの先行シングル。シングルでは“スカイ・ハイ (Take You To The Sky High)”のタイトルだが、アルバムでは“TAKE YOU TO THE SKY HIGH”となり以後、このタイトルで統一されている。
「スカイ・ハイ」は当時、アルバム・テイクとシングル・テイクが同じものを発表するのを極端に嫌っていたという理由で、シングルの間奏は数原晋のトランペットが、アルバムでは友成好宏のシンセ・ソロになっている。発売当時ライブハウスをまわっていた頃、この曲のサビで観客が紙飛行機を飛ばしたことが全国に拡がったというエピソードとともに、その後もライブでのレパートリーとして演奏されその後、サビの「Sky High」のフレーズのたびに観客の飛ばした大量の紙飛行機が会場を飛び交うのが恒例となっている。後にベスト・アルバム『1981-1987』にシングル・ヴァージョンをベースに楽器の追加とボーカル・コーラスを録り直したリテイク・ヴァージョンが収録された。
カップリング曲「LONELY GOOFEY」はアルバム未収録曲。アルバム収録の予定もあったがアナログの場合、トータルタイムが延びると音が劣化することから見送られた。後に『1981-1987』にボーカルの録り直しやピアノのリテイクのほか、角松自身によるドラムの差し替えが行われたリテイク・ヴァージョンで収録された。当時、少しかじったサーフィンで感じたイメージを曲にしてサーファーの友人に捧げたという。

## パッケージ、アートワーク
「スカイ・ハイ」ははSchickのテレビCMソングに採用され、ジャケット写真にはそのCMで使用された映像からのものが使われている。
ジャケット裏面には両曲の歌詞のほか、アルバム『ON THE CITY SHORE』の発売告知が記載されている。

## 収録曲

### Side A
1. スカイ・ハイ (TAKE YOU TO THE SKY HIGH)  –  (3:38)
  - 角松敏生 作詞・作曲・編曲 ⁄ 佐藤準 ブラス編曲
  - Schick TV-CMソング

### Side B
1. LONELY GOOFEY  –  (4:46)
角松敏生 作詞・作曲・編曲 ⁄ 佐藤準 ブラス・ストリングス編曲

## レコーディング・メンバー

### スカイ・ハイ (TAKE YOU TO THE SKY HIGH)
- Drums : TAKEO KIKUCHI
- E.Bass : TOMOHITO AOKI
- E.Guitar : TOSHIKI KADOMATSU, TSUNEHIKO OHTA
- A.Pf, E.Pf, YAMAHA CS-80. : JUN SATOH
- Percussion : HIROYUKI ISO
- Trumpet Solo : SUSUMU KAZUHARA
- Background Vocals : KEIKO TOH, HIROYUKI ISO, YOSHIHIKO SHIRAISHI, TOSHIKI KADOMATSU